# Carlos Brito
Pour les articles homonymes, voir Brito.
Carlos Alves de Brito (né en 1960 à Rio de Janeiro, au Brésil) est PDG d’Anheuser-Busch InBev SA / NV.

## Biographie
Carlos Brito, citoyen brésilien, est titulaire d'un diplôme en génie mécanique de l'Université fédérale de Rio de Janeiro et d'un MBA de la Stanford Graduate School of Business,.  Brito a travaillé pour Shell Oil et Daimler Benz avant de rejoindre, en 1989, la société brésilienne de boissons Brahma  qui a fusionné en 1999 avec la Companhia Antarctica Paulista pour former AmBev.  Jorge Paulo Lemann est décrit comme son mentor,. 
Brito a rejoint AmBev en 1989.  Il a occupé divers postes dans les domaines des finances, des opérations et des ventes avant d’être nommé directeur général en janvier 2004.  Après la création d’InBev en août 2004, Brito a été nommé Président de la zone Amérique du Nord en janvier 2005 et a rejoint le poste de PDG d’InBev en décembre 2005. Il y a mis en place une stratégie de réduction des coûts.
En 2008, après la prise de contrôle réussie d’Anheuser-Busch , Brito a assumé la fonction de PDG du groupe élargi.  En octobre 2016, après l'acquisition de SABMiller, Brito est resté PDG du groupe,. Il a bénéficié au total de 100 millions d’euros de prime, sous la forme d’options sur des actions.
En juillet 2021, il quitte ses fonctions après 16 ans à la tête du groupe AB InBev. Il remplacé par un autre homme d'affaires brésilien passé par la présidence de la zone Amérique du Nord, Michel Doukeris,.
En mars 2023, il deviendra CEO de Belron, la filiale vitrage automobile de D'Ieteren Group

## Personnel
Brito affirme n'avoir aucun passe-temps, à l'exception d'un entraînement quotidien sur tapis roulant de 30 minutes. 